# Hella (группа)
Hella — американская мат-рок группа из города Сакраменто, Калифорния. В настоящее время состав группы включает в себя гитариста Спенсера Сейма и ударника Зака Хилла. В 2004 году группа увеличила состав, добавив Дэна Элкана на вокале, ритм-гитаре, семплере и синтезаторе для тура Church Gone Wild/Chirpin' Hard. С 2006 по 2009 год коллектив состоял из пяти человек: Спенсера Сейма, Зака Хилла, Карсона МакУиртера, Аарона Росса и Джоша Хилла. В 2009 году состав группы был сокращён до основных участников — Хилла и Сейма. Название группы — отсылка к сленговому слову «hella», которое было распространено в Северной Калифорнии.

## История

### Становление и ранние годы
Будучи подростками Спенсер Сейм и Зак Хилл были участниками группы Legs on Earth из Северной Калифорнии вместе с Джошем Хиллом на гитаре и Джулианом Имсдалом на басу и вокале. Группа добилась умеренного успеха на местном уровне, став известной благодаря молодому возрасту и звучанию в стиле Primus. В одном из интервью Зак Хилл назвал Legs on Earth поп-музыкой, но в том смысле, в котором поп-музыкой считались Devo и Talking Heads. В 1999 году они выпустили альбом под названием Lasers & Saviors на местном лейбле Para-Sight Records, который сейчас не издаётся. В апреле 2000 года они ушли на перерыв и позже распались. Имсдал позже присоединился к группе Grandstream (ранее известной как Little California), а до этого состоял в группе Eraserhead. Хилл и Сейм решили, что они хотят продолжать играть вместе и стремиться к менее мейнстримовому звучанию. По словам Хилла, они не всегда намеревались оставаться дуэтом: «Мы были намерены создать группу, которая была бы похожа… на то, что мы делали вдвоём, но с большим количеством людей. Но мы не смогли найти других людей, поэтому мы решили сделать это вдвоём».
Самым ранним релизом в истории Hella была запись EP Leather Diamond, собранная вручную в упаковке из картона и проданная на одном из их первых концертов.
19 марта 2002 года они выпустили полноформатный альбом Hold Your Horse Is на 5 Rue Christine (дочерняя компания Kill Rock Stars из Олимпии, Вашингтон). В этом же году был выпущен 7-дюймовый вариант «Falam Dynasty».

### 2003—настоящее время
После выхода Hold Your House Is в 2003 году, Hella начала отходить на задний план, но не меняла своего звучания. Произведённый 17 июня того же года EP Bitches Ain't Shit But Good People (первоначально выпускавшийся только на виниле) показал много новых новинок для группы. Ранее записанная (Leather Diamond) версия песни с из первого LP «Republic of Rough and Ready» стала их первой выпущенной песней, включающей вокал. Вокал на этой песне исполнил  Дэн Элкан. В конце 2002 года версия «1-800-Ghost Dance» с вокалом Элкана была доступна на сайте группы, ее можно было скачать в формате MP3. На записи EP Bitches Ain’t Shit but Good People Hella впервые использовала бас-гитару, синтезатор и драм-машину. Total Bugs Bunny on Wild Bass, также EP, вышел 26 августа и отличался использованием синтезатора, сэмплера и драм-машины, а также влиянием 8-битной музыки из видеоигр, что особенно заметно во вступительном треке альбома Hold Your Horse Is «The D. Elkan». Hella завершила год совместным концертным двойным компакт-диском с группой Dilute из Сан-Франциско.
Hella выпустила свой второй полноформатник в 2004 году, The Devil Isn’t Red. Все другие музыкальные релизы года включали семидюймовый сплит с Four Tet и ограниченное издание трёхпесенного EP Acoustics, выпущенного только в Японии.
Для своего релиза 2005 года Hella вновь экспериментировала со звуком в студии. Совместный альбом Church Gone Wild/Chirpin Hard, выпущенный на лейбле Suicide Squeeze Records, представляет собой двойной сольный альбом Зака Хилла и Спенсера Сейма, материал в котором записан независимо друг от друга. Диск Хилла Church Gone Wild представляет собой 56-минутную пьесу в стиле нойз, в которой Зак исполняет весь вокал и играет на инструментах, за исключением нескольких гостевых выступлений; в то время как диск Сейма, Chirpin Hard, содержит эксперименты со слиянием 8-битной музыки Nintendo с панк-роком и мат-роком. Hella расширила состав до квартета в 2005 году, добавив Дэна Элкана на вокале, ритм-гитаре и синтезаторе и Джонатана Хишке на бас-гитаре для игры песен из Total Bugs Bunny on Wild Bass и Church Gone Wild / Chirpin Hard вживую. Этот состав гастролировал по США в поддержку Out Hud весной, System of a Down, The Mars Volta, Les Claypool и Dillinger Escape Plan осенью, а также выступал в качестве хедлайнеров в США, посещал Японию, Испанию и Великобританию. Концерт 8 октября 2005 года в Arco & Oakland Arenas был задокументирован RT Thomas и выпущен в июле 2007 года на DVD.
Вышедший 8 ноября 2005 года на DVD/CD EP под названием Concentration Face / Homeboy был выпущен 8 ноября 2005 года на лейбле 5RC Records. В видеозаписи на DVD представлены почти 3 часа их японского тура 2004 года, в основном состоящего из выступлений с первых двух альбомов.
В августе 2008 года в интервью журналу Exclaim Magazine Зак Хилл заявил, что «Hella в целом сейчас является серой зоной», а будущее группы неопределённо и неясно.
Песня «Biblical Violence» звучала в 24-м эпизоде подкаста «Welcome to Night Vale».

## Сторонние проекты
Помимо работы в Hella, Сейм и Хилл также создали несколько сторонних проектов.
Зак Хилл и Джонатан Хишке являются членами группы El Grupo Nuevo de Omar Rodriguez-Lopez вместе с Хуаном Альдерете, Седриком Бикслер-Завалой и Омаром Родригесом-Лопесом.
В 2008 году Хишке совместно с Джошем Клингхоффером основал группу Dot Hacker.

## Дискография

### Альбомы
- Hold Your Horse Is (2002), 5 Rue Christine[10][11]
- The Devil Isn't Red (2004), 5 Rue Christine [12]
- Church Gone Wild / Chirpin 'Hard (2005), Suicide Squeeze[13]
- No 666 In Outer Space (2007), Ipecac Recordings[14]
- Tripper (2011), Sargent House[15][16]

### EP
- Leather Diamond (2001)
- Bitches Ain’t Shit but Good People (2003), Suicide Squeeze[17]
- Total Bugs Bunny на Wild Bass (2003), Narnack Records
- Concentration Face / Homeboy (2005), 5 Rue Christine
- Acoustics (2006), Toad Records/5 Rue Christine
- Santa’s Little Hella (2013), Joyful Noise

### Синглы
- «Falam Dynasty» (2002), 5 Rue Christine

### Сплит-релизы
- Концертный сплит с Dilute (2003) Sick Room Records, LTD
- Сплит с Four Tet (2004), Ache Records